# Hymne à la justice
L'Hymne à la justice opus 14 est une œuvre pour orchestre d'Albéric Magnard, dédiée à son ami Émile Gallé. Composée entre 1901 et 1902, l'œuvre fut créée aux Concerts du Conservatoire de Nancy le 4 janvier 1903 par Guy Ropartz.

## Contexte de l'écriture
C'est clairement l'Affaire Dreyfus, que Magnard qualifie d'« abominable déni de justice », qui est à l'origine de la composition de cette pièce pour orchestre. 
Le jour même de la publication de J'accuse...! (L'Aurore, 13 janvier 1898), Magnard écrit à Zola: « Bravo, Monsieur, vous êtes un crâne. En vous l'homme vaut l'artiste. Votre courage est une consolation pour les esprits indépendants qui préfèrent la justice à leur tranquillité, qui ne tremblent pas à l'idée d'une guerre étrangère et qui ne se sont pas aplatis devant ce sinistre hibou de Drumont et ce vieux polichinelle de Rochefort. Marchez ! Vous n'êtes pas seul. On se fera tuer au besoin ». Il signe ensuite de nombreuses pétitions pour la révision du procès. En 1899, lorsque Dreyfus est gracié par le président Émile Loubet, Magnard, qui est alors sous-lieutenant, démissionne de l'armée.
Émile Gallé, maître verrier à Nancy et ami de Magnard, à qui l'œuvre est dédiée, comptait parmi les premiers signataires de la pétition de soutien à Dreyfus en 1898. Gallé devait d'ailleurs devenir trésorier de la Ligue des droits de l'homme peu après (en 1899). À l'occasion de l'Exposition universelle de 1900, l'artiste présente ainsi des œuvres témoignant de son soutien dreyfusard, organisées autour d'un four de verrier que Magnard qualifie de « four vengeur ». 

## Réception critique
La création à Nancy fut bien accueillie du public, mais aussi de la presse, qui écrivait le lendemain : « L'Hymne à la justice est puissant et d'une originalité incontestable ». 
La première audition parisienne, le 24 novembre 1904 aux Concerts Alfred Cortot, est également une réussite, Edmond Stoullig écrivant par exemple dans Le Monde artiste du 4 décembre 1904 : « Hymne à la Justice, de M. Albéric Magnard, une belle composition d'un style ferme et puissant, dont la sûreté de l'instrumentation dénote un artiste remarquablement doué ».

## Analyse
L'œuvre, en si mineur, a une durée moyenne d'exécution d'environ 15 minutes.
Selon Gaston Carraud, le premier biographe de Magnard, « nous entendons, dans la première idée, se succéder l'oppression de l'injustice et l'appel douloureux à la justice.  Brutalement terrassée, la victime lève les yeux vers I'idéal inaccessible. Avec une plainte qui réveille la persécution, elle voit s'évanouir la douce lueur ; mais au même moment que la violence impose son retour le plus insolent, soudain, le triomphe de la justice éclate, foudroyant, en apothéose. »
Harry Halbreich acquiesce, et précise la forme, conçue en « triade en légère expansion (114, 139 et 151 mesures), faisant se succéder chaque fois les deux thèmes principaux (il y a donc six sections au total), et comme le dernier volet présente le caractère d'une réexposition suivie d'une coda, on peut aussi y reconnaître le principe  fondamental de la sonate. »

## Instrumentation
| Instrumentation de l'Hymne à la justice op. 14                                            |
| Cordes                                                                                    |
| premiers violons, seconds violons, altos, violoncelles, contrebasses, 1 harpe             |
| Bois                                                                                      |
| 1 piccolo, 2 flûtes, 2 hautbois, 2 clarinettes en si bémol, 1 clarinette basse, 2 bassons |
| Cuivres                                                                                   |
| 4 cors en fa, 3 trompettes en ut, 3 trombones                                             |
| Percussions                                                                               |
| timbales                                                                                  |

## Postérité
En 1944, l'Hymne à la justice ouvre le programme du premier concert donné par l'Orchestre national dans Paris libéré, sous la direction de Manuel Rosenthal,,.
Utilisé par le compositeur Simon Cloquet Lafollye, pour la restauration de 2024 du film Napoléon vue par Abel Gance dirigé par Georges Mourrier

## Discographie
- Hymne à la justice, Symphonie no 2 et Ouverture, op. 10, Orchestre du Capitole de Toulouse, dir. Michel Plasson, éditions EMI, 1988.
- Hymne à la Justice, op. 14, Suite dans le style ancien, op. 2, Chant funèbre, op. 9, Ouverture, op. 10, Hymne à Vénus, op. 17, Orchestre philharmonique du Luxembourg, dir. Mark Stringer, Timpani 1C1067, 2002.
- Hymne à la Justice, op. 14 [ album 80 ans de concerts inédits ], Orchestre national de France, dir. Manuel Rosenthal, Ina-Radio France.
- Albéric Magnard : Orchestral Works, Philharmonisches Orchester Freiburg, dir. Fabrice Bollon, Naxos 8.574084, 2020.

### Ouvrages généraux
- Paul Pittion, La Musique et son histoire : tome II — de Beethoven à nos jours, Paris, Éditions Ouvrières, 1960, 574 p.

### Monographies
- Gaston Carraud, La vie, l’œuvre et la mort d'Albéric Magnard, Paris, Rouart, Lerolle & Cie, 1921 (lire en ligne),
- Simon-Pierre Perret et Harry Halbreich, Albéric Magnard, Paris, Fayard, 2001, 642 p. (ISBN 978-2-2136-0846-4).